# Jos van Kemenade
Josephus Antonius (Jos) van Kemenade (Amsterdam, 6 maart 1937 – Heiloo, 19 februari 2020) was een Nederlands politicus, hoogleraar en bestuurder. Hij is de naamgever van de prof. dr. J.A. van Kemenade-prijs.

## Carrière
Jos van Kemenade, van huis uit rooms-katholiek, was als lid van de Partij van de Arbeid lid van de Tweede Kamer, minister, burgemeester en commissaris van de Koningin. Op 5 april 2002 werd hij benoemd tot minister van Staat. Hij is de zoon van Everardus Albertus Maria van Kemenade en Margaretha Obée.
Prof. dr. Van Kemenade was hoogleraar onderwijssociologie en oprichter-directeur van het ITS Nijmegen, toen PvdA-partijleider Joop den Uyl hem in 1973 naar Den Haag haalde om de portefeuille Onderwijs en Wetenschappen in diens nieuw te formeren kabinet voor zijn rekening te nemen.
Eenmaal op het regeringspluche ontpopte Van Kemenade zich tot een weliswaar creatieve, maar ook veel bekritiseerde minister. Hij formuleerde plannen voor de zogenaamde middenschool en stimuleerde de moedermavo en de Open Universiteit als tweedekansonderwijs.
In de periode 1978-1981 was hij Tweede Kamerlid en fractiesecretaris en lanceerde hij een omvangrijke initiatiefwet met betrekking tot volwasseneneducatie.
In 1981 werd hij opnieuw minister van Onderwijs en Wetenschappen; ditmaal in het kabinet-Van Agt II. Hij gold toen als de 'kroonprins' van Joop den Uyl. Van 10 tot 30 september 1982 was hij kabinetsinformateur.
Na zijn vertrek uit de landelijke politiek werd hij achtereenvolgens collegevoorzitter van de Universiteit van Amsterdam (1984-1988), burgemeester van Eindhoven (1988-1992), commissaris van de Koningin in Noord-Holland (1992–2002) en voorzitter van de Raad voor het Openbaar Bestuur (2005-2009).